# 2000 YZ1
2000 YY142, também escrito como 2000 YZ1, é um objeto transnetuniano (TNO) que está localizado no cinturão de Kuiper, uma região do Sistema Solar. Ele é classificado como um cubewano. O mesmo possui uma magnitude absoluta de 7,9 e tem um diâmetro com cerca de 116 km.

## Descoberta
2000 YY142 foi descoberto no dia 17 de dezembro de 2000 pelos astrônomos M. J. Holman, B. Gladman, e T. Grav.

## Órbita
A órbita de 2000 YY142 tem uma excentricidade de 0,130 e possui um semieixo maior de 44,629 UA. O seu periélio leva o mesmo a uma distância de 38,823 UA em relação ao Sol e seu afélio a 50,436 UA.